# Daleszyce (gromada)
Daleszyce – dawna gromada, czyli najmniejsza jednostka podziału terytorialnego Polskiej Rzeczypospolitej Ludowej w latach 1954–1972.
Gromady, z gromadzkimi radami narodowymi (GRN) jako organami władzy najniższego stopnia na wsi, funkcjonowały od reformy reorganizującej administrację wiejską przeprowadzonej jesienią 1954 do momentu ich zniesienia z dniem 1 stycznia 1973, tym samym wypierając organizację gminną w latach 1954–1972.
Gromadę Daleszyce z siedzibą GRN w Daleszycach (wówczas wsi) utworzono – jako jedną z 8759 gromad na obszarze Polski – w powiecie kieleckim w woj. kieleckim, na mocy uchwały nr 13c/54 WRN w Kielcach z dnia 29 września 1954. W skład jednostki weszły obszary dotychczasowych gromad Daleszyce, Brzechów i Danków-Wójtostwo ze zniesionej gminy Daleszyce w tymże powiecie. Dla gromady ustalono 27 członków gromadzkiej rady narodowej.
29 lutego 1956 do gromady Daleszyce przyłączono oddziały Nr Nr 1, 10–11, 27–29, 43–46, 55–59, 65–70, 78–79, 89 (bez roli), 90–91 i 105–107 nadleśnictwa Daleszyce z gromady Cisów oraz oddziały Nr Nr 2–8, 12–26 i 30–42 nadleśnictwa Daleszyce z gromady Napęków w tymże powiecie.
Gromada przetrwała do końca 1972 roku, czyli do kolejnej reformy gminnej. 1 stycznia 1973 reaktywowano gminę Daleszyce.